# The Errand of Angels
The Errand of Angels ist ein Filmdrama aus dem Jahre 2008; einer der Filme, der von Mormonen produziert wurde. Produzent und Regisseur ist Christian Vuissa, der auch das Drehbuch schrieb. In der Hauptrolle ist Erin Chambers zu sehen. Der Film basiert auf den Erfahrungen der mormonischen Missionarin Heidi Johnson in Österreich.

## Handlung
Schwester Rachel Taylor aus Boise in Idaho ist erpicht darauf, eine 18-monatige Mission in Österreich auszuführen. Rachel fällt es aber schwer, sich an die andere Kultur und Umgebung zu gewöhnen. Sie hat auch Schwierigkeiten, mit ihrer Missionarskollegin zurechtzukommen; oftmals habe sie Meinungsunterschieden. Sie versucht, sich an den Lehren, die sie verbreitet, ein Beispiel zu nehmen, um schlussendlich mit ihrer Kollegin zurechtzukommen, auch wenn verschiedene Meinungen über die Art des Vorgehens bestehen bleiben.

## Rezeption

### Veröffentlichung und Einspielergebnis
Der Film wurde in einigen Kinos voraufgeführt, bevor er am 1. Januar 2008 ganz veröffentlicht wurde. Diese Aufführungen beinhalteten eine auf dem Gloria Film Festival in West Valley City (Utah) am 31. Juli 2008. Der Film startete am 22. August 2008 in einer begrenzten Anzahl von Kinos. Die Produktionskosten des Filmes betrugen ungefähr 160000 $ und das Einspielergebnis war 195184 $.
Der Film wurde am 2. Dezember 2008 auf DVD veröffentlicht.

## Soundtrack
Das Musikalbum zum Film wurde am 5. September 2008 veröffentlicht und stammt von Robert Allen Elliot.
Titel:
1. "As Sisters in Zion" (von Tiffany Fronk) (2:57)
2. "Mission to Austria" (2:32)
3. "The Rules" (0:58)
4. "Goodbye Sonja" (0:52)
5. "She's Nice" (1:01)
6. "Resistance" (1:19)
7. "Answered Prayer" (2:35)
8. "Trying It Alone" (2:38)
9. "Before the Storm" (2:20)
10. "Salzburg" (1:00)
11. "A Good Missionary" (4:08)
12. "Hypocrite" (2:45)
13. "Entrusted to Her Care" (3:29)
14. "Back to Vienna" (4:03)
15. "Farewell to a Friend" (2:30)
16. "Rainy Day" (2:19)
17. "Baptism" (3:52)
18. "The Errand of Angels" (2:27)